# Manninga
Manninga is de naam van een adellijk jonkergeslacht uit de Nederlandse provincie Groningen.
De familie Manninga wordt voor het eerst vermeld aan het einde van de 14e eeuw, de oudste bekende Manninga is Dido Manninga, hij is ca 1450 geboren. In later eeuwen verspreidden de familieleden zich over de Ommelanden waar zij als hoofdelingen en jonkers op de karakteristieke borgen van de regio woonden.
Het geslacht is nauw verwant met meerdere aanzienlijke, adellijke geslachten in Nederland, zoals Addinga, Coenders, Lewe, de Mepsche, Clant, Rengers, Ripperda en Horenken.